# Hyporthodus octofasciatus
Hyporthodus octofasciatus là một loài cá biển thuộc chi Hyporthodus trong họ Cá mú. Loài này được mô tả lần đầu tiên vào năm 1926.

## Phân bố và môi trường sống
H. octofasciatus có phạm vi phân bố rộng rãi ở Ấn Độ Dương và Tây Thái Bình Dương. Ở Ấn Độ Dương, loài này được tìm thấy tại vịnh Aden và Đông Phi, bao gồm Madagascar và các nhóm đảo ở Tây Ấn Độ Dương. Ở Tây Thái Bình Dương, loài này được tìm thấy từ Hàn Quốc và phía nam Nhật Bản, trải rộng về phía nam đến đảo Đài Loan, quần đảo Trường Sa và quần đảo Hoàng Sa. Tại Úc, loài này được tìm thấy dọc theo bờ tây và đông bắc, phía đông đến Bắc New Zealand và tận quần đảo Marquesas. H. octofasciatus sống xung quanh các rạn san hô trên sườn lục địa và núi ngầm ở độ sâu khoảng từ 80 đến 480 m.

## Mô tả
H. octofasciatus trưởng thành có chiều dài cơ thể lớn nhất đo được là khoảng 130 cm; tuổi thọ tối đa được ghi nhận là 65 năm. Cơ thể màu nâu sẫm với các dải sọc sáng màu. Vây bụng, rìa vây lưng và vây hậu môn màu nâu đen.
Số gai ở vây lưng: 11; Số tia vây mềm ở vây lưng: 14 - 15; Số gai ở vây hậu môn: 3; Số tia vây mềm ở vây hậu môn: 9; Số gai ở vây bụng: 1; Số tia vây mềm ở vây bụng: 5.